# Musée archéologique de Košice
Le musée archéologique de Košice est le musée des fortifications de la ville de Košice en Slovaquie. Le musée est situé sous la rue rue Hlavná au niveau de l'ancienne « porte basse » qu'il présente aux visiteurs.

## Historique
Le site fut découvert durant l'importante rénovation de la rue Hlavná, rue principale de la ville entre 1995 et 1996. Les recherches archéologiques ont été à cette époque dirigées par Marcela Ďurišová et Jozef Duchoň. Le projet de musée est l'œuvre de Alexander Lami qui a fait recouvrir les excavations d'une dalle de béton. Le musée est ouvert au public depuis 1998.